# فلوريان كيلر (لاعب هوكي الجليد)
فلوريان كيلر (بالألمانية: Florian Keller)‏ (و. 1976  م) هو لاعب هوكي الجليد ألماني، ولد في غرافينغ، مركز لعبه هو مهاجم ‏.

## روابط خارجية
- فلوريان كيلر على موقع EliteProspects.com (الإنجليزية)
- فلوريان كيلر على موقع Eurohockey.com (الإنجليزية)
- فلوريان كيلر على موقع HockeyDB.com (الإنجليزية)